# Pentaphlebia stahli
Pentaphlebia stahli – gatunek ważki z rodziny Pentaphlebiidae.
Ważka ta zasiedla zimne strumienie lasów deszczowych o kamienistym bądź żwirowatym dnie. Gatunek znany z około 10 stanowisk rozmieszczonych na terenie około 20 000 km² w południowo-zachodnim Kamerunie i południowo-wschodniej Nigerii oraz z Gabonu.